# 海坨乡
海坨乡，是中华人民共和国吉林省白城市大安市下辖的一个乡镇级行政单位。

## 行政区划
海坨乡下辖以下地区：
榆树村、三业村、胡家村、前进村、团结村、姜家村、黑山村、兴功村、巩固村、于家村、四家村、政权村和三助村。